# 長崎市立女の都小学校
長崎市立女の都小学校（ながさきしりつ めのとしょうがっこう、Nagasaki City Menoto Elementary School）は、長崎県長崎市女の都四丁目にある公立小学校。略称「女の都小」（めのとしょう）。

## 概要
歴史
昭和町女の都団地の急激な人口の増加に対応するため、1976年（昭和51年）に新設された。2011年（平成23年）に創立35周年を迎えた。
校訓
「目標・希望・友達」
校歌
1983年（昭和58年）に制定。作詞は元村勉、作曲は竹島勉による。歌詞は2番まであり、両番に校名の「女の都」が登場する。
校区
長崎市立西浦上中学校区。

## 沿革
- 1976年（昭和51年）
  - 4月1日 - 「長崎市立女の都小学校」（現校名）が開校。市立小学校としては49番目の開校[2]。
  - 4月6日 - 開校式・始業式を挙行。長崎市立西浦上小学校からの移籍も含めて児童数は379名。
    - 1・2・5年の210名を完成した女の都小学校校舎に収容。
    - 3・4・6年の169名は、校舎すべてが完成するまでの間、西浦上小学校の校舎を借用し、授業を継続。

  - 6月 - 育友会（PTA）を設立。
- 1977年（昭和52年）2月 - 第二期工事（普通教室6・家庭科室・給食室）が完了。
- 1978年（昭和53年）3月 - 第三期工事（普通教室3・理科室）が完了。運動場に国旗掲揚ポール1基を設置。
- 1979年（昭和54年）
  - 3月 - 体育館が完成。
  - 7月 - 第五期工事（普通教室4・図工室・音楽室・階段）が完了。
- 1981年（昭和56年）7月 - プールが完成。
- 1982年（昭和57年）4月 - 普通教室4を増設。
- 1983年（昭和58年）2月 - 校歌を制定。
- 1986年（昭和61年）12月 - 非常階段を撤去。
- 1987年（昭和62年）4月 - 資料室を移転。
- 1988年（昭和63年）10月 - 運動場にブランコを設置。
- 1993年（平成5年）9月 - 運動場を改良。
- 1998年（平成10年）4月 - 「めのと教育」を開始。
- 2000年（平成12年）4月1日 - 学級名を1組・2組から「A組」・「B組」に改称。
- 2001年（平成13年）
  - 8月 - 善行児童表彰基金を設立。
  - 9月 - 学校ウェブサイトを開設。
- 2005年（平成17年）4月 - 特殊学級「たんぽぽ学級」を開設。
- 2007年（平成19年）4月 - 女の都ダッシュ村を開墾。
- 2008年（平成20年）9月 - 校舎の大規模改修を実施。
- 2012年（平成24年）3月 - 校舎の耐震工事が完了。

## アクセス
最寄りのバス停
- 長崎県交通局（長崎県営バス）・長崎自動車（長崎バス）「女の都小学校下」バス停

最寄りの道路
- 長崎県道113号長与大橋町線
- 川平有料道路（国道206号バイパス）女の都ランプ

## 周辺
- 長崎女の都郵便局
- 長崎県警察浦上警察署女の都警察官駐在所
- 女の都病院
- 女の都幼稚園
- 長崎市立長崎商業高等学校
- 長崎県立大学シーボルト校
- 長崎県立長崎高等技術専門校
- 長崎県交通局長与営業所

## 著名な出身者
- 高田ありさ（女子バレーボール選手・東レアローズ）

## 関連事項
- 長崎県小学校一覧